# Ivan Tomičić
Ivan Tomičić (Spalato, 1º marzo 1993) è un allenatore di calcio ed ex calciatore croato, di ruolo centrocampista, tecnico del RNK Spalato.

## Carriera

### Club
Il 27 novembre 2021, in seguito al match casalingo di 3.HNL con il Primorac Biograd, appende prematuramente gli scarpini al chiodo da capitano del RNK Spalato a causa degli infortuni.

### Allenatore
Il 14 marzo 2022 ha preso le redini del RNK Spalato in sostituzione ad Ivan Radeljić.